# Стефан (Шарич)
Епи́скоп Стефа́н (в миру Дра́ган Ша́рич, серб. Драган Шарић; 29 июля 1978, Яйце) — епископ Сербской православной церкви, епископ Ремесианский, викарий Белградско-Карловацкой епархии, глава Сербского патриаршего подворья в Москве (с 2024).

## Биография
Родился 29 июля 1978 года в Бравнице близ города Яйце в Боснии и Герцеговине, входившей в то время в состав Югославии, и был четвёртым из шести детей Радослава Шарича и Милёйки, урождённой Майсторович.
Основную школу окончил в родном городе. С десятилетнего возраста стал певчим и чтецом местной приходской церкви.
Поступил в Цетинскую духовную семинарию, которую окончил в 1998 году. В семинарские годы был стипендиатом Которской церковной общины, в которой, в период летних каникул, прислуживал в церкви святого Луки и участвовал в известном сербском певческом содружестве «Јединство».
По выпуске из семинарии продолжил образование в Богословском факультете Белградского университета.
В период бомбардировок Югославии силами НАТО в 1999 году поступил на военную службу, после чего решил вступить на монашескую стезю.
В следующий период жизни пребывал в Острожском монастыре, на послушании у своего духовника, отца Лазаря. По кончине отца Лазаря вернулся в Баня-Лукскую епархию где в 2002 году был принят в монастырь Липле.
7 апреля 2003 года в Благовещенском храме монастыря Липле епископом Банялукским Ефремом был пострижен в малую схиму с именем Стефан и рукоположен в сан иеродиакона.
В 2003 году отправился в Россию и поступил в Московскую духовную академию, которую успешно окончил со званием кандидата богословия в июне 2006 году, защитив диссертацию на тему «Опыт систематизации богословского наследия преподобного Иустина (Поповича)».
По завершении академии вернулся в монастырь Липле где вскоре, 6 августа 2006 года, епископом Ефремом был рукоположен во иеромонаха.
В том же году был назначен настоятелем Монастыря Липле и почтён званием синкелла за ревность и верность в управлении обителью.
Впоследствии был приглашён митрополитом Дабро-Боснийским Николаем (Мрджёй) на должность профессора православного богословия в Фочанскую духовную семинарию, где преподавал в 2010—2011 учебном году.
Затем по благословению Патриарха Сербского Иринея перешёл на служение духовника в Белградский Богородице-Рождественский монастырь в Раиноваце. Быстро организовал жизнь обители и приступил к обновлению монастырской церкви.
21 сентября 2012 года был удостоен чина протосинкелла, 21 сентября 2014 года в Монастыре Раиновац был возведён в достоинство архимандрита патриархом Сербским Иринеем.
7 августа 2017 года Патриархом Сербским Иринеем был назначен настоятелем храма святого Саввы на Врачаре. 
10 мая 2018 года решением Архиерейского Собора Сербской Церкви был избран епископом Ремесианским, викарием Белградской епархии.
16 июня 2018 года в соборной церкви святого архангела Михаила в Белграде состоялось его наречение во епископа.
17 июня того же года в крипте Белградского соборного храма святого Саввы на Врачаре последовала его епископская хиротония, которую совершили: Патриарх Сербский Ириней, митрополит Загребско-Люблянский Порфирий (Перич), епископы Бачский Ириней (Булович), епископ Британско-Скандинавский Досифей (Мотика), епископ Враньский Пахомий (Гачич), епископ Шумадийский Иоанн (Младенович), епископ Браничевский Игнатий (Мидич), епископ Зворницкий Фотий (Сладоевич), епископ Милешевский Афанасий (Ракита), епископ Будимлянский Иоанникий (Мичович), епископ Горнокарловацкий Герасим (Попович), епископ Бихачско-Петровачский Сергий (Каранович), епископ Нишский Арсений (Главчич), епископ Далматинский Никодим (Косович), епископ Осечко-Польский Херувим (Джерманович), епископ Моравичский Антоний (Пантелич) и епископ Буэнос-Айресский Кирилл (Бойович).
Помимо родного сербского, отлично владеет русским.
18 апреля 2024 года епископ Стефан назначен представителем Сербской Православной Церкви при Патриархе Московском и всея Руси и настоятелем Патриаршего подворья храма святых апостолов Петра и Павла у Яузских ворот.